# Pierre Gill
Pour les articles homonymes, voir Gill.
Pierre Gill est un directeur de la photographie et un réalisateur canadien.

## Filmographie

### Directeur de la photographie

#### Cinéma
- 1990 : Hommage au cinéma de Alain DesRochers (court-métrage)
- 1995 : Les Fleurs magiques (en) de Jean-Marc Vallée (court-métrage)
- 1995 : Eldorado de Charles Binamé
- 1995 : Liste noire de Jean-Marc Vallée
- 1997 : Los Locos de Jean-Marc Vallée
- 1998 : Le Cœur au poing de Charles Binamé
- 1999 : Loser Love de Jean-Marc Vallée
- 1999 : Souvenirs intimes de Jean Beaudin
- 2000 : XChange d'Allan Moyle
- 2000 : La Beauté de Pandore (en) de Charles Binamé
- 2000 : L'Art de la guerre (The Art of War) de Christian Duguay
- 2001 : Rebelles (Lost and Delirious) de Léa Pool
- 2002 : L'Odyssée d'Alice Tremblay de Denise Filiatrault
- 2005 : Maurice Richard de Charles Binamé
- 2006 : Le Pacte du sang (The Covenant) de Renny Harlin
- 2008 : Le Piège américain de Charles Binamé
- 2008 : Sans titre (La jeune fille au matelas) d'Adam Kosh (court-métrage)
- 2008 : Outlander : Le Dernier Viking de Howard McCain
- 2008 : Magique de Philippe Muyl
- 2008 : De l'autre côté du lit de Pascale Pouzadoux
- 2009 : Polytechnique de Denis Villeneuve
- 2009 : Divorces de Valérie Guignabodet
- 2011 : Starbuck de Ken Scott
- 2012 : Upside Down de Juan Solanas
- 2013 : The Colony de Jeff Renfroe
- 2014 : La Chanson de l'éléphant de Charles Binamé
- 2015 : Les Douze Coups de minuit (After the Ball) de Sean Garrity
- 2017 : Undercover Grandpa (en) de Érik Canuel
- 2017 : 2036: Nexus Dawn de Luke Scott (court-métrage)
- 2017 : 2048: Nowhere to Run de Luke Scott (court-métrage)
- 2020 : Tu te souviendras de moi d'Éric Tessier

#### Télévision
- 1996 : Marguerite Volant de Charles Binamé (mini-série)
- 1997 : In the Presence of Mine Enemies (en) de Joan Micklin Silver
- 1997 - 1998 : Les Prédateurs (3 épisodes)
- 1999 : Jeanne d'Arc de Christian Duguay
- 2000 : The Secret Adventures of Jules Verne (2 épisodes)
- 2002 : Salem Witch Trials (en) de Joseph Sargent
- 2003 : Hitler : La Naissance du mal de Christian Duguay
- 2005 : Charlie Jade (1 épisode)
- 2010 : Fakers de lui-même
- 2011 : Le Mur de l'humiliation (Cyberbully) de Charles Binamé
- 2012 : Bullet in the Face (en) de Érik Canuel (6 épisodes)
- 2013 : The Borgias (2 épisodes)
- 2013 : Copper (12 épisodes)
- 2014 : Ascension (3 épisodes)
- 2015 : Casanova de Jean-Pierre Jeunet
- 2016 : Shut Eye (10 épisodes)
- 2018 : Fugueuse d'Éric Tessier (10 épisodes)
- 2020 - 2022 : Dr. Bash (26 épisodes)
- 2023 - 2024 : Percy Jackson et les Olympiens (5 épisodes)
- 2024 : Dead Boy Detectives (1 épisode)
- 2024 : Brilliant Minds (en) (1 épisode)
- 2024 : Dune: Prophecy (3 épisodes)

#### Clip vidéo
- 1989 : Un Chateau De Sable de Paul Piché
- 1989 : Dans la jungle des villes de Michel Robert
- 2011 : On Vole de Mitsou
- 2017 : Run for Cover (en) de The Killers
- 2018 : Mes blues passent pu dans porte de Florent Vollant
- 2018 : Belle Folie de Éric Lapointe

### Réalisateur
- 2004 : The Last Casino (téléfilm)
- 2005 : Charlie Jade (série télévisée) (épisodes 17 et 20)
- 2010 : Fakers (téléfilm)

## Distinctions

### Récompenses
- Prix Génie 2007 pour la meilleure photographie
- Prix Jutra
- Prix Gémeaux
- Prix de la société américaine des directeurs de la photographie
- Prix de la société canadienne des directeurs de la photographie

### Nominations
- 2000 : Prix Génie pour la meilleure cinématographie : Souvenirs intimes